# Abies fanjingshanensis
Abies fanjingshanensis är en tallväxtart som beskrevs av W.L. Huang, Y.L. Tu och S.Z. Fang. Abies fanjingshanensis ingår i släktet ädelgranar, och familjen tallväxter. Inga underarter finns listade i Catalogue of Life.
Arten förekommer i Kina i provinsen Guizhou. Den växter i bergstrakter mellan 2100 och 2300 meter över havet. Trädet ingår glest fördelat i skogar tillsammans Tsuga chinensis, Acer flabellatum, Rhododendron hypoglaucum, Enkiartnus chinensis och japanskt prydnadskörsbär.
Beståndet hotas av surt regn. Utbredningsområdet är en skyddszon. IUCN kategoriserar arten globalt som starkt hotad.